# Hochschule für Kirchenmusik Dresden

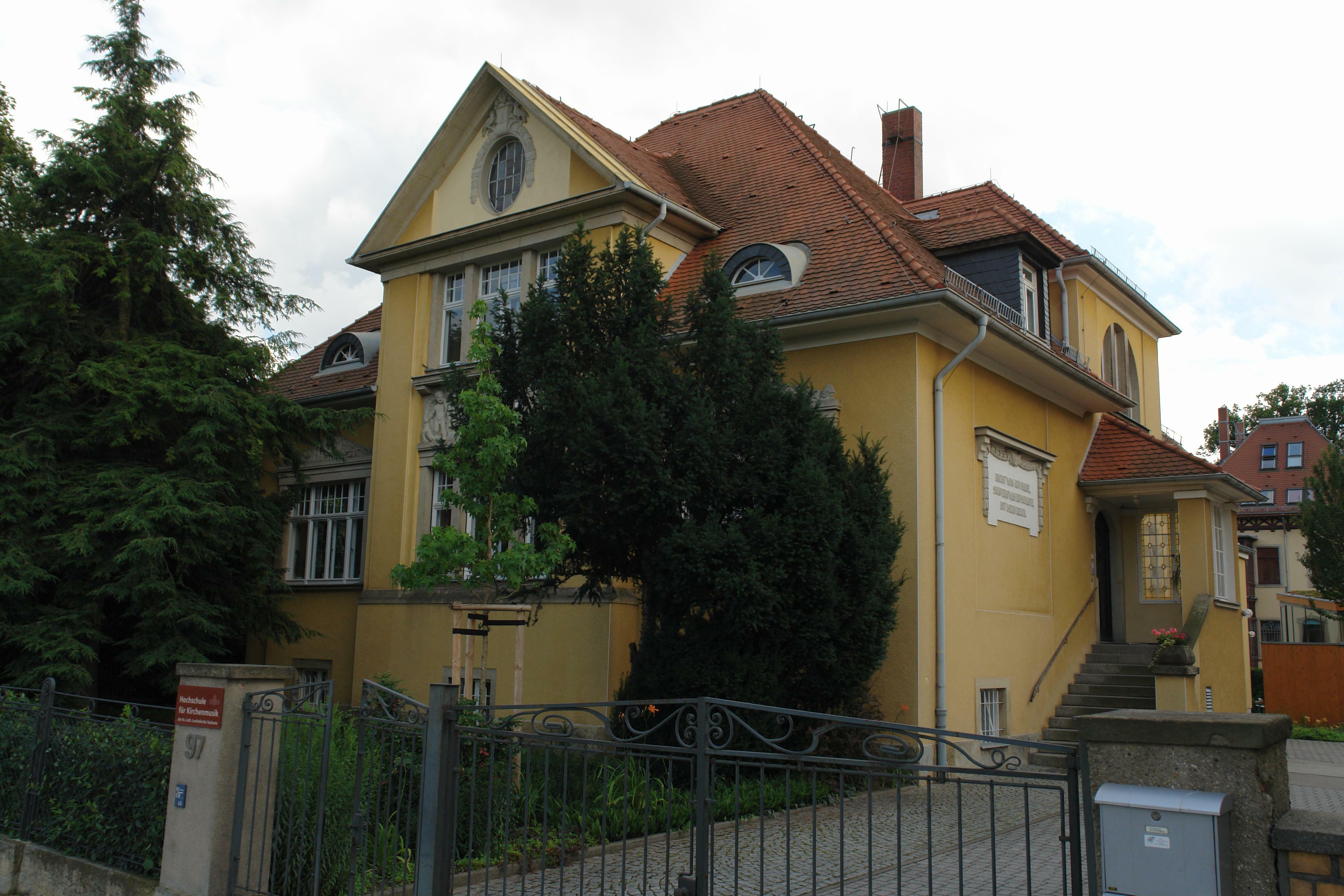
Ansicht vom Käthe-Kollwitz-Ufer aus

Die Hochschule für Kirchenmusik Dresden ist eine staatlich anerkannte Einrichtung der Evangelisch-Lutherischen Landeskirche Sachsens.

## Studiengänge
- Diplomstudiengang Kirchenmusik B
- Kirchenmusikalische C-Ausbildung
  - im Direktstudium
  - im Fernstudium
  - Kombination mit Popularmusik
- Aufbaustudiengang Kirchenmusik A
- Aufbaustudium Chorleitung, Orgel oder Orgelimprovisation
- Doppelfach Musik: Lehramt Musik an Gymnasien mit zweitem Fach Kirchenmusik
- Weiterbildung Popularmusik in der Kirche

## Geschichte
1949 erfolgte die Gründung der „Vorläufigen Landeskirchlichen Musikschule“, wobei der Zusatz „vorläufig“ im Laufe der Zeit ungebräuchlich wurde und schließlich gänzlich entfiel. 1992 erfolgte die Umwandlung dieser Kirchenmusikschule in die „Hochschule für Kirchenmusik der Ev.- Luth. Landeskirche Sachsens“. Sie firmiert heute als Hochschule für Kirchenmusik Dresden, ohne dass sich die Trägerschaft geändert hat.